# Lángoló Mississippi
A Lángoló Mississippi (eredeti cím: Mississippi Burning) 1988-ban bemutatott film Alan Parker rendezésében. A főbb szerepekben Gene Hackman, Willem Dafoe, Frances McDormand, R. Lee Ermey és Michael Rooker látható. 
Premierje Washingtonban volt 1988. december 2-án. Magyarországon 1990. augusztus 9-én mutatták be. 1989-ben Oscar-díjat nyert legjobb operatőr kategóriában.

## Szereplők
| Szerep                 | Színész                               | 1. szinkron        | 2. szinkron       | 3. szinkron       | 4. szinkron            |
| ---------------------- | ------------------------------------- | ------------------ | ----------------- | ----------------- | ---------------------- |
| Rupert Anderson ügynök | Gene Hackman                          | Rajhona Ádám       | Barbinek Péter    | Reviczky Gábor    | Barbinek Péter         |
| Alan Ward ügynök       | Willem Dafoe                          | Máté Gábor         | Széles Tamás      | Haás Vander Péter | Szerémi Zoltán         |
| Mrs. Pell              | Frances McDormand                     | Kiss Mari          | Orosz Anna        | Kiss Mari         | Orosz Helga            |
| Clinton Pell           | Brad Dourif                           | Maros Gábor        | Czvetkó Sándor    | Király Attila     |                        |
| Tilman polgármester    | R. Lee Ermey                          | Gruber Hugó        | Szokolay Ottó     | Szersén Gyula     | Garai Róbert           |
| Frank Bailey           | Michael Rooker                        | Dózsa László       | Haás Vander Péter | Pálfai Péter      | Vári Attila            |
| Ray Stuckey seriff     | Gailard Sartain                       | Horkai János       | Konrád Antal      | Horkai János      | Uri István             |
| Clayton Townley        | Stephen Tobolowsky                    | Trokán Péter       | Varga T. József   | Seder Gábor       | Berzsenyi Zoltán       |
| Lester Cowans          | Pruitt Taylor Vince                   | Kerekes József     | Mikula Sándor     | Németh Gábor      | Dányi Krisztián        |
| Monk ügynök            | Badja Djola                           | Csíkos Gábor       | Jakab Csaba       | Garai Róbert      | Török Sándor           |
| Bird ügynök            | Kevin Dunn                            | Gesztesi Károly    | Harmath Imre      | Rosta Sándor      | Tarján Péter           |
| Szónok a temetésen     | Frankie Faison                        | Koroknay Géza      | Bolla Róbert      |                   | Kiss Csaba             |
| Bíró                   | Thomas B. Mason                       | Tyll Attila        | Kun Vilmos        | Palóczy Frigyes   | Dobos Imre             |
| Goatee                 | Geoffrey Nauffts                      | Pusztaszeri Kornél |                   |                   |                        |
| utas                   | Rick Zieff                            | Schnell Ádám       |                   |                   |                        |
| pincérnő               | Dianne Lancaster                      | Tóth Judit         |                   | Illyés Mari       | Bessenyei Emma         |
| Hollis                 | Stanley W. Collins                    | Bor Zoltán         | Seszták Szabolcs  | Magyar Bálint     | Vári Attila            |
| borbély                | James F. Moore                        | Komlós András      |                   |                   | Seres Lajos            |
| Floyd Swilley          | Marc Clement                          |                    | Vári Attila       |                   |                        |
| Aaron Williams         | Darius McCrary                        | Boros Zoltán       |                   | Czető Roland      |                        |
| Vertis Williams        | Lou Walker                            | Kránitz Lajos      | Varga Tamás       | Várday Zoltán     | Dobos Imre             |
| Mrs. Williams          | Billie Jean Young                     |                    |                   |                   |                        |
| Obie Walker            | Simeon Teague                         | Szoó György        |                   |                   | Seres Lajos            |
| Mrs. Walker            | Tonea Stewart                         | Némedi Mari        |                   | Illyés Mari       | Molnár Júlia           |
| Stokes ügynök          | Tobin Bell                            |                    |                   |                   | Szőke-Kavinszky András |
| Indián férfi           | Barry Davis Jim, Sr.                  |                    |                   |                   | Medgyesfalvy Sándor    |
|                        | cím, stáblista, szövegek felolvasása: | Bozai József       | Bozai József      | Bozai József      | Török Sándor           |